# مرغانوش (أرارات)
مدينة مرغانوش (بالأرمينية:Մրգանուշ) (بالإنجليزية: Mrganush)‏ هي إحدى المدن التابعة لمقاطعة أرارات في أرمينيا. يقدر عدد سكانها بـ 1259 نسمة حسب الإحصاء الذي جرى عام 2011.